# Jean-Luc Fournet
Jean-Luc Fournet (Bordeaux, 25 febbraio 1965) è uno storico, filologo classico, docente e coptologo francese.

## Biografia
Dopo aver studiato all'École Normale Supérieure de Saint-Cloud e all'Università di Parigi-Nanterre, è stato nominato membro scientifico dell'Institut français d'archéologie orientale del Cairo (1992-1996). Successivamente è stato incaricato presso il Centre national de la recherche scientifique come ricercatore (1996-2004) prima di essere nominato, nel 2004, direttore degli studi presso l'École Pratique des Hautes Études (sezione di Scienze storiche e filologiche)  .
Nel 2015 è stato eletto professore del Collège de France per la cattedra di “Cultura scritta della tarda antichità e papirologia bizantina". Membro dell'équipe "Monde byzantin" dell'UMR 8167 "Oriente e Mediterraneo", è vicepresidente dell'Associazione francofona di coptologia, membro corrispondente dell'Istituto archeologico germanico, membro dell'Associazione internazionale dei papirologi e dell'Association des Études Grecques. È anche coeditore della rivista Archiv für Papyrusforschung.

## Riconoscimenti
- Médaille de bronze del CNRS (1999)[3].
- Vincitore del Premio dell'Association des Études Grecques (1999)[4].
- Premio Ambatielos dell'Académie des inscriptions et belles-lettres (2000)[5].
- Premio Lantier dell'Académie des inscriptions et belles-lettres (2009)[6].
- Cavaliere dell'Ordine delle Palme Accademiche (2011)[4].

## Principali pubblicazioni
- Hellénisme dans l'Égypte du VIe siècle. La bibliothèque et l'œuvre de Dioscore d'Aphrodité, Le Caire, edizioni IFAO, 1999[7] ISBN 2-7247-0237-9
- Les archives de Dioscore d'Aphrodité cent ans après leur découverte: Histoire et culture dans l'Égypte byzantine [sous la dir. de], Paris, De Boccard, 2008, ISBN 978-2-7018-0250-3
- Alexandrie: une communauté linguistique? ou la question du grec alexandrin, Le Caire, edizioni IFAO, 2009[8], ISBN 978-2-7247-0497-6
- Mélanges Jean Gascou. Textes et études papyrologiques [a cura di], Paris, edizioni Association des amis du Centre d'histoire et civilisation de Byzance, 2016
- Ces lambeaux, gardiens de la mémoire des hommes, Paris, Fayard / Collège de France, 2016[9]. Traduzione in inglese: These Shreds, Guardians of Human Memory: Papyrus and Culture in Late Antiquity, tradotto da Liz Libbrecht, Collège de France, 2018, https://doi.org/10.4000/books.cdf.5807, open access https://books.openedition.org/cdf/5807.
- The Rise of Coptic: Egyptian Versus Greek in Late Antiquity, Princeton, Princeton University Press, 2020[10]
- Les Hieroglyphica d'Horapollon de l'Égypte antique à l'Europe moderne: histoire, fiction et réappropriation [a cura di], Paris, edizioni Association des amis du Centre d'histoire et civilisation de Byzance, 2021
- Le papyrus dans tous ses états: de Cléopâtre à Clovis [a cura di], Paris, edizioni del Collège de France, 2021
- Champollion 1822 : et l'Égypte ancienne retrouva la parole [a cura di], Paris, edizioni del Collège de France, 2022